# Selleck
Selleck az Amerikai Egyesült Államok északnyugati részén, Washington állam King megyéjében elhelyezkedő önkormányzat nélküli település.
A helység szerepel a történelmi helyek nemzeti jegyzékében és a megyei látnivalók listáján is.

## Története

### Megalapítása
A Pacific States Lumber gyárvárosaként létrejövő település 1916-ra alakult ki Frank Selleck felügyelete alatt. A vállalat segítséget nyújtott az 1923-as nagy kantói földrengés utáni újjáépítéshez. A település melletti Levendulavárosban (később Japánváros) sok japán bevándorló élt. A Pacific States Lumber korábban is alkalmazott már japánokat.

### Hanyatlása
Selleckben egykor 900-an éltek; ekkor kórház, szálloda, bálterem, iskola és gyárak is működtek itt. A Pacific States Lumber 1939-ben csődbe ment, így a település hanyatlásnak indult. Sellecket első tulajdonosa háromezer dollárért vásárolta. A Rentonból származó Robert Schaefer által alapított befektetési csoport 1971-ben megvásárolta a települést. Schaefer csónakkikötőt és erdészeti tematikájú vidámparkot létesített volna, azonban az anyagi források hiánya és a környezetvédelmi szabályozás miatt erre nem került sor.
Az 1990-es években komolyabb problémák voltak a település vízellátásával. 2007-ben a terület tulajdonosa Tim Schaefer, Robert Schaefer fia volt; ekkor az eredeti épületek fele állt még.

## Fordítás
- Ez a szócikk részben vagy egészben  a   Selleck, Washington című angol Wikipédia-szócikk ezen változatának fordításán alapul.  Az eredeti cikk szerkesztőit annak laptörténete sorolja fel. Ez a jelzés csupán a megfogalmazás eredetét és a szerzői jogokat jelzi, nem szolgál a cikkben szereplő információk forrásmegjelöléseként.